# Emelyne Laurent
Emelyne Laurent (Fort-de-France, Francia, 4 de noviembre de 1998) es una futbolista francesa. Juega de delantera en el Olympique de Lyon de la Division 1 Féminine de Francia.
Ha ganado tres ligas, dos Ligas de Campeones y una Copa de Francia como parte de la plantilla del Olympique de Lyon, aunque su participación en las tres temporadas fue escasa y fue cedida en dos ocasiones. Con el Atlético de Madrid ganó una Supercopa
Es internacional con Francia desde 2018. Fue parte del equipo que disputó el Mundial de 2019, en el que no llegó a jugar. En las categorías juveniles es subcampeona de Europa sub-19 y ha participado en un Campeonato Europeo sub-17. También ha jugado el Mundial sub-20 de 2018 en el que fue la máxima goleadora de su selección y fue elegida mejor jugadora del partido inaugural contra Ghana.

## Trayectoria

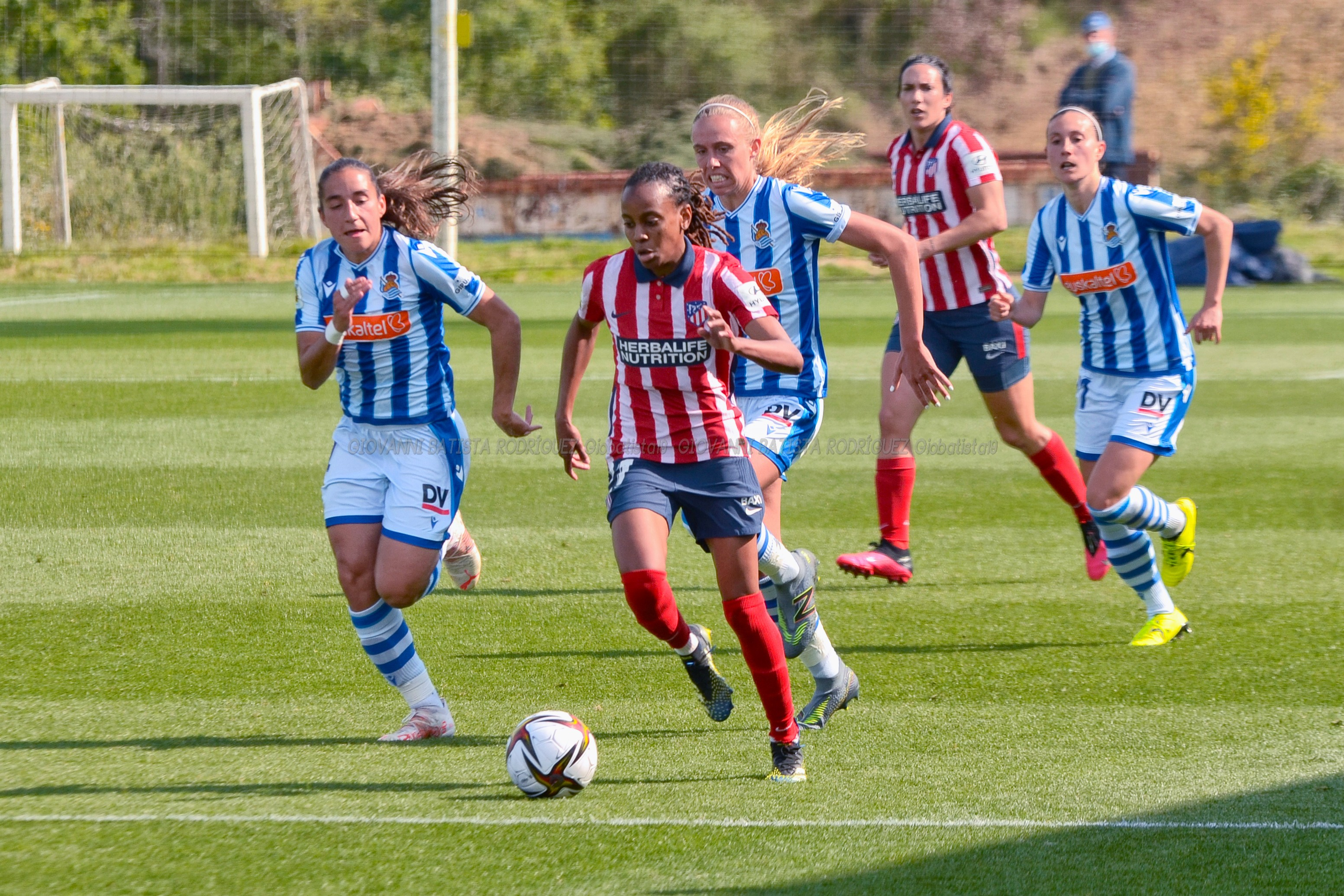
Emelyne Laurent con el Atlético de Madrid

Laurent es originaria de Martinica. Empezó jugando al fútbol en el AS Samaritaine. En 2013, con 14 años, se mudó a Francia continental y jugó en las categorías juveniles del Montpellier. Debutó con el primer equipo el 31 de enero de 2016 en la victoria por 5-1 ante el Toulouse en los dieciseisavos de final de la Copa de Francia al sustituir a Viviane Asseyi en la segunda mitad. Una semana después debutó en la Division 1 Féminine ante el Saint-Étienne.
Tras comenzar jugando con las juveniles del Montpellier en la temporada 2016-17 mientras entrenaba con el primer equipo, fichó en febrero de 2017 por el Girondins de Burdeos en busca de oportunidades en la primera división, en la que su nuevo club estaba luchando por mantener la categoría. Debutó con el Girondins el 25 de febrero con empate a cero ante el Rodez. Su primer gol profesional llegó 26 de marzo ante el Metz. El Metz iba ganando por 1-0 y Laurent igualó el encuentro en el minuto 79 en un remate de cabeza. Finalmente ganarían el partido en el descuento. Laurent marcó 5 goles en 9 partidos, y el Girondins evitó el descenso por un punto.
En la temporada 2017-18 fichó por el campeón de liga, el Lyon. Debutó con su nuevo club el 8 de octubre de 2017 marcando el segundo gol en la victoria liguera por 2-0 ante su ex-equipo, el Girondins de Burdeos. Tres días después debutó en la Liga de Campeones ante el Medyk Konin. Laurent siguió participando con el equipo reserva y no volvió a jugar con el primer equipo hasta febrero, en el que participó en un partido de Copa y en mayo en otro de liga, en los que marcó sendos goles. Con el Olympique ganó esa temporada el título de liga y la Liga de Campeones, y fueron finalistas de Copa. Esta primera temporada en el Lyon fue frustrante para Laurent por la falta de minutos.
Tras disputar el Mundial sub-20 en verano de 2018 con una gran actuación, participó con asiduidad con el primer equipo, tanto en liga como en Liga de Campeones, e incluso debutó con la selección absoluta. Sin embargo, tras marcar un solo gol en 14 encuentros, salió cedida en enero hacia el En Avant de Guingamp. En el Guingamp debutó el 27 de enero de 2018 con derrota y eliminación en dieciseisavos de final en la Copa. Jugó 8 partidos y marcó un gol durante la cesión. Esa temporada el Guingamp  quedó en séptima posición, y el Lyon ganó Liga, Copa y Liga de Campeones.
Antes de empezar la temporada 2019-20, manifestó públicamente que el Olympique no le estaba dando suficientes oportunidades y pidió salir del club libre. Jugó la primera jornada de liga en el Lyon, y acordaron extender su contrato un año más y salir cedida, retornando al Girondins de Burdeos. Jugó 12 partidos y marcó un gol hasta la suspensión del campeonato debido a la pandemia por Covid-19. El Girondins quedó en tercera posición de liga y alcanzaron los cuartos de final en Copa. El Lyon volvió a ganar el triplete de liga, copa y Liga de Campeones.
En verano de 2020 fue cedida al Atlético de Madrid. Debutó con el cuadro rojiblanco el 21 de agosto en los cuartos de final de la Liga de Campeones, perdiendo por 1-0 ante el Barcelona.
El 22 de noviembre de 2020 marcó sus primeros dos goles con el club colchonero en la victoria por 8-1 sobre el Deportivo de la Coruña en liga. Su primer gol en la Liga de Campeones lo marcó el 9 de diciembre de 2020 ante el Servette en la ida de los dieciseisavos de final.
En enero de 2021 José Luis Sánchez Vera volvió al equipo sustituyendo a Dani González, que no estaba dando los resultados esperados por el club.
Ganaron la Supercopa tras superar al F. C. Barcelona en la tanda de penaltis en las semifinales, en la que jugó Laurent, y ganando cómodamente al Levante en la final, sin que Laurent jugase. Sin embargo en los siguientes partidos los resultados fueron irregulares, y perdieron los duelos directos ante Levante y Real Madrid, lo que las alejó de los puestos que dan acceso a la competición europea. En la Liga de Campeones fueron eliminadas en octavos de final por el Chelsea. laurent marcó el único gol en la eliminatoria. Durante la temporada participó en casi todos los encuentros, casi siempre de titular y sus actuaciones fueron mejorando en la segunda vuelta, donde marcó  ante el Sevilla y logrando dos dobletes más, ante el Athletic y el Barcelona.

## Carrera internacional

### Categorías inferiores
En mayo de 2014 jugó tres partidos amistosos con la Selección de Francia, sub-16. Debutó el 12 de mayo ante la República Checa al sustituir a Océane Ringenbach, y marcó un gol tres días después ante Portugal. En agosto del mismo año jugó con la selección sub-17, debutando con una asistencia en un amistoso contra Rumanía. Disputó otros tres amistosos en 2014, dado que Francia estaba exenta de disputar la primera ronda del Campeonato Europeo de 2015. Jugó dos de los tres partidos de la Ronda Élite, con sendas victorias. Francia se clasificó para el campeonato final como primeras de grupo. Laurent marcó el único gol ante Irlanda en el primer partido de la fase de grupos. Fue titular en la victoria ante Noruega (2-0) y en la derrota ante Suiza. pasaron a la semifinal como segundas de grupo. En dicho partido Laurent fue suplente y tuvo una actuación destacada, iniciando la jugada que originó el gol de la selección gala, sin embargo España remontó el partido y acabaría clasificándose para la final en la tanda de penaltis.
Un año después debutó con la selección sub-19 en dos amistosos ante Inglaterra, marcando en el segundo de ellos. Francia estuvo exenta de participar en la primera fase del Campeonato Europeo sub-19, y Laurent jugó en varios partidos amistosos. En la Ronda Élite jugó l os tres partidos y dio una asistencia ante Eslovenia. En la fase final disputó los tres partidos de la fase de grupos, marcando un gol y dando una asistencia en el segundo partido ante Italia (6-1), y la asistencia del gol de la victoria a dos minutos del final ante Inglaterra. Francia se clasificó como segunda de grupo. En la semifinal marcó el gol de la victoria ante Alemania (2-1). En la final Francia se adelantó en dos ocasiones en el marcador, primero con una asistencia de Laurent, y luego con un gol suyo, pero España acabó remontando en los últimos cinco minutos y Francia fue subcampeona de Europa. Laurent fue la máxima goleadora de Francia con tres goles. Laurent fue elegida en el equipo ideal del torneo.
En noviembre de ese mismo año debutó en un amistoso contra Suecia con la selección sub-20. Posteriormente jugó algunos partidos amistoso, donde dio una asistencia ante Estados Unidos, marcó un doblete ante Haití , y volvió a marcar ante Alemania.
Representó a Francia en el Mundial sub-20 de Francia de 2018. En el partido inaugural contra Ghana marcó dos goles y fue elegida mejor jugadora del encuentro. Francia ganó 4–1. En el segundo partido ante Nueva Zelanda volvió a ser titular y empataron sin goles a pesar de gozar de varias ocasiones para ganar. En el último partido de la fase de grupos ante Países Bajos ganaron 4-0. Laurent fue titular y provocó el penalti que originó el segundo gol, asistió en el tercero y marcó el cuarto. En clos uartos de final fue suplente, y vencieron por 1-0 a Corea del Norte. En la semifinal se enfrentaron a España. Laurent volvió a ser titular y dispuso de un par de ocasiones, pero acabaron siendo derrotadas por 1-0. En el partido de consolación ante Inglaterra se adelantaron las inglesas y Laurent empató el partido en un lanzamiento de falta directa. En la tanda de penaltis Laurent lanzó el tercer lanzamiento de Francia y lo transformó igualando el resultado, pero finalmente la tanda caería del lado inglés. Laurent jugó los 6 partidos del campeonato, 5 de ellos como titular, y anotó 4 goles y dio una asistencia. Francia terminó en cuarto lugar.
Tras debutar con la selección absoluta Laurent disputó la Turkish Cup con la selección reserva, jugando el primer partido en febrero de 2019. Marcó su único gol en esta categoría a Jordania.
En junio de 2021 jugó dos partidos amistosos con la Suecia con la selección sub-23. En el primero de ellos perdían por 2-0 ante Suecia y Laurent igualó el marcador con un doblete.

### Selección absoluta
El 5 de octubre de 2018, cuando aún tenía 19 años, Laurent hizo su debut en la selección absoluta, al sustituir a Kadidiatou Diani en un amistoso contra Australia.
En mayo de 2019 Laurent fue seleccionada para el Mundial, que se disputaba en Francia. En ese momento, había jugador tres partidos con la selección, y generó polémica su convocatoria en lugar de Marie-Antoinette Katoto, que había tenido un buen año de cara a puerta, pero cuya relación con la seleccionadora no era buena. Laurent fue la jugadora más joven de la convocatoria francesa. Jugó otros dos partidos más antes de que se celebrase el campeonato, en el que no llegó a tener minutos y Francia cayó eliminada en cuartos de final.
El 27 de noviembre de 2020 jugó su primer partido en competición oficial en las eliminatorias para la clasificación para la Eurocopa ante Austria. Marcó su primer gol el 1 de diciembre en la victoria por 12-0 sobre Kazajistán.

## Estadísticas

### Clubes
Actualizado al último partido jugado el 20 de junio de 2021.
| Club | Div.          | Temporada     | Liga  | Liga  | Liga   | Copas nacionales(1) | Copas nacionales(1) | Copas nacionales(1) | Copas internacionales(2) | Copas internacionales(2) | Copas internacionales(2) | Total | Total | Total  | Media goleadora(3) |
| Club | Div.          | Temporada     | Part. | Goles | Asist. | Part.               | Goles               | Asist.              | Part.                    | Goles                    | Asist.                   | Part. | Goles | Asist. | Media goleadora(3) |
| --- | ------------- | ------------- | ----- | ----- | ------ | ------------------- | ------------------- | ------------------- | ------------------------ | ------------------------ | ------------------------ | ----- | ----- | ------ | ------------------ |
| Montpellier Francia |               |               |       |       |        |                     |                     |                     |                          |                          |                          |       |       |        |                    |
| D1 | 2015-16       | 1             | 0     | 0     | 2      | 0                   | 0                   |                     |                          |                          | 3                        | 0     | 0     | 0      |                    |
| Total club | Total club    | 1             | 0     | 0     | 2      | 0                   | 0                   |                     |                          |                          | 3                        | 0     | 0     | 0      |                    |
| FC Girondins de Burdeos Francia | D1            | 2016-17       | 9     | 5     | 0      |                     |                     |                     |                          |                          |                          | 9     | 5     | 0      | 0.55               |
| Olympique de Lyon Francia | D1            | 2017-18       | 2     | 2     | 1      | 1                   | 1                   | 0                   | 1                        | 0                        | 0                        | 4     | 3     | 1      | 0.75               |
| Olympique de Lyon Francia | D1            | 2018-19       | 10    | 1     | 0      |                     |                     |                     | 4                        | 0                        | 0                        | 14    | 1     | 0      | 0.07               |
| En Avant de Guingamp Francia |               |               |       |       |        |                     |                     |                     |                          |                          |                          |       |       |        |                    |
| D1 | 2018-19       | 7             | 1     | 1     | 1      | 0                   |                     |                     |                          |                          | 8                        | 1     | 1+    | 0.12   |                    |
| Total club | Total club    | 7             | 1     | 1     | 1      | 0                   |                     |                     |                          |                          | 8                        | 1     | 1+    | 0.12   |                    |
| Olympique de Lyon Francia | D1            | 2019-20       | 1     | 0     | 0      |                     |                     |                     |                          |                          |                          | 1     | 0     | 0      | 0                  |
| Olympique de Lyon Francia | Total club    | Total club    | 13    | 3     | 1      | 1                   | 1                   | 0                   | 5                        | 0                        | 0                        | 19    | 4     | 1      | 0.22               |
| FC Girondins de Burdeos Francia |               |               |       |       |        |                     |                     |                     |                          |                          |                          |       |       |        |                    |
| D1 | 2019-20       | 10            | 1     | 0     | 2      | 0                   | 0                   |                     |                          |                          | 12                       | 1     | 0     | 0.08   |                    |
| Total club | Total club    | 19            | 6     | 0     | 2      | 0                   | 0                   |                     |                          |                          | 21                       | 6     | 0     | 0.28   |                    |
| Atlético de Madrid · España |               |               |       |       |        |                     |                     |                     |                          |                          |                          |       |       |        |                    |
| 1.ª | 2019-20       | -             | -     | -     | -      | -                   | -                   | 1                   | 0                        | 0                        | 1                        | 0     | 0     | 0      |                    |
| 1.ª | 2020-21       | 26            | 7     | 0     | 3      | 0                   | 0                   | 4                   | 2                        | 1                        | 33                       | 9     | 1     | 0.27   |                    |
| Total club | Total club    | 26            | 7     | 0     | 3      | 0                   | 0                   | 5                   | 2                        | 1                        | 34                       | 9     | 1     | 0.26   |                    |
| Total carrera | Total carrera | Total carrera | 66    | 17    | 2+     | 9                   | 1                   | 0                   | 10                       | 2                        | 1                        | 85    | 20    | 3+     | 0.24               |
| (1) Incluye datos de Copa de Francia (2016-20), Supercopa de España (2021) y Copa de la Reina (2021) (2) Incluye datos de Liga de Campeones (2018-act.). (3) No incluye goles en partidos amistosos. |               |               |       |       |        |                     |                     |                     |                          |                          |                          |       |       |        |                    |

### Selección
Actualizado al último partido jugado el 12 de junio de 2021.
| Selecciones                                                                           | Año   | Continental(4) | Continental(4) | Continental(4) | Mundial | Mundial | Mundial | Amistosos | Amistosos | Amistosos | Total | Total | Total  | Media goleadora |
| Selecciones                                                                           | Año   | Part.          | Goles          | Asist.         | Part.   | Goles   | Asist.  | Part.     | Goles     | Asist.    | Part. | Goles | Asist. | Media goleadora |
| ------------------------------------------------------------------------------------- | ----- | -------------- | -------------- | -------------- | ------- | ------- | ------- | --------- | --------- | --------- | ----- | ----- | ------ | --------------- |
| Sub-16                                                                                | 2014  |                |                |                |         |         |         | 3         | 1         | 0         | 3     | 1     | 0      | 0.33            |
| Sub-16                                                                                | Total |                |                |                |         |         |         | 3         | 1         |           | 3     | 1     |        | 0.33            |
| Sub-17                                                                                | 2014  |                |                |                |         |         |         | 4         | 0         | 1         | 4     | 0     | 1      | 0               |
| Sub-17                                                                                | 2015  | 6              | 1              | 0              |         |         |         | 1         | 0         | 0         | 7     | 1     | 0      | 0.14            |
| Sub-17                                                                                | Total | 6              | 1              | 0              |         |         |         | 5         | 0         |           | 11    | 1     | 1      | 0.09            |
| Sub-19                                                                                | 2016  |                |                |                |         |         |         | 5         | 2         | 0         | 5     | 2     | 0      | 0.40            |
| Sub-19                                                                                | 2017  | 8              | 3              | 4              |         |         |         | 3         | 0         | 1         | 11    | 3     | 4      | 0.27            |
| Sub-19                                                                                | Total | 8              | 3              | 4              |         |         |         | 8         | 2         | 1         | 16    | 5     | 5      | 0.31            |
| Sub-20                                                                                |       |                |                |                |         |         |         |           |           |           |       |       |        |                 |
| 2017                                                                                  |       |                |                |                |         |         | 1       | 0         | 0         | 1         | 0     | 0     | 0      |                 |
| 2018                                                                                  |       |                |                | 6              | 4       | 1       | 5       | 3         | 1         | 11        | 7     | 2     | 0.63   |                 |
| Total                                                                                 |       |                |                | 6              | 4       | 1       | 6       | 3         | 1         | 12        | 7     | 2     | 0.62   |                 |
| Sub-23                                                                                | 2021  |                |                |                |         |         |         | 2         | 2         | 0         | 2     | 2     | 0      | 1.00            |
| Sub-23                                                                                | Total |                |                |                |         |         |         | 2         | 2         | 0         | 2     | 2     | 0      | 1.00            |
| B                                                                                     | 2019  |                |                |                |         |         |         | 4         | 1         | 1         | 4     | 1     | 1      | 0.25            |
| B                                                                                     | Total |                |                |                |         |         |         | 4         | 1         | 1         | 4     | 1     | 1      | 0.25            |
| Abs                                                                                   |       |                |                |                |         |         |         |           |           |           |       |       |        |                 |
| 2018                                                                                  | -     | -              | -              | -              | -       | -       | 2       | 0         | 0         | 2         | 0     | 0     | 0      |                 |
| 2019                                                                                  | 0     | 0              | 0              | 0              | 0       | 0       | 3       | 0         | 0         | 3         | 0     | 0     | 0      |                 |
| 2020                                                                                  | 2     | 1              | 0              | -              | -       | -       | 0       | 0         | 0         | 2         | 1     | 0     | 0.50   |                 |
| Total                                                                                 | 2     | 1              | 0              |                |         |         | 5       | 0         | 0         | 7         | 1     | 0     | 0.14   |                 |
| (4) Se incluyen Eurocopas y sus fases de clasificación. No incluye torneos amistosos. |       |                |                |                |         |         |         |           |           |           |       |       |        |                 |

### Participaciones en Copas Mundiales
| Copa                   | Sede    | Resultado        | Partidos | Goles |
| ---------------------- | ------- | ---------------- | -------- | ----- |
| Mundial Sub-20 de 2018 | Francia | Cuarto puesto    | 6        | 4     |
| Mundial de 2019        | Francia | Cuartos de final | 0        | 0     |

### Participaciones en Eurocopas
| Copa                    | Sede       | Resultado     | Partidos | Goles |
| ----------------------- | ---------- | ------------- | -------- | ----- |
| Eurocopa Sub-17 de 2015 | Islandia   | Semifinalista | 4        | 1     |
| Eurocopa Sub-19 de 2016 | Eslovaquia | Finalista     | 5        | 3     |

## Palmarés

### Campeonatos nacionales
| Título              | Club               | País    | Año     |
| ------------------- | ------------------ | ------- | ------- |
| Liga francesa       | Olympique de Lyon  | Francia | 2017-18 |
| Liga francesa       | Olympique de Lyon  | Francia | 2018-19 |
| Copa de Francia     | Olympique de Lyon  | Francia | 2018-19 |
| Liga francesa       | Olympique de Lyon  | Francia | 2019-20 |
| Supercopa de España | Atlético de Madrid | España  | 2021    |

### Campeonatos internacionales
| Título            | Equipo            | Sede    | Año     |
| ----------------- | ----------------- | ------- | ------- |
| Liga de Campeones | Olympique de Lyon | Ucrania | 2017-18 |
| Liga de Campeones | Olympique de Lyon | Hungría | 2018-19 |

### Distinciones individuales
| Distinción                                            | Año  |
| ----------------------------------------------------- | ---- |
| Equipo del Campeonato Europeo sub-19                  | 2017 |
| Mejor jugadora del Francia-Ghana en el Mundial sub-20 | 2018 |
| Nominación a Mejor Gol del Mundial sub-20             | 2018 |